# Catherine Cox
Catherine Cox (Toledo (Ohio), 13 dicembre 1950) è un'attrice e cantante statunitense, molto attiva a Broadway negli anni ottanta.
Ha recitato in diversi musical a Broadway, tra cui Oklahoma! (1980), Barnum (1981), Baby (1983; Drama Desk Award alla miglior attrice protagonista in un musical) e Oh, Coward! (1986), per cui viene candidata al Tony Award alla miglior attrice protagonista in un musical.